# Leonard Lechner
Leonhard Lechner (circa 1553 - Stuttgart, 9 september 1606) was een Duits componist.

## Leven
Lechner werd waarschijnlijk geboren in Etschtal. Tot ongeveer 1570 zong Lechner in een knapenkoor aan het Beierse hof te Landshut. In zijn werk valt invloed van Orlando di Lasso te merken, maar met meer Villanelle stijl.
Voor 1575 ging hij naar Neurenberg en gaf er de verzameling Motectae sacrae uit. Hij bewerkte de in 1576-79 daar gedrukte liederen van Jakob Regnart. Hij gaf les aan de St. Lorenz. Hij huwde Dorothea Lederer, de weduwe van Friedrich Kast. 
Begin 1584 werd Lechner hofdirigent bij de graaf Eitel Friedrich IV. van Hohenzollern te Hechingen. Hij kreeg ruzie met hem en werd ontslagen en vogelvrij verklaard. Hij vluchtte eerst naar Tübingen en vond dan bescherming bij de hertog Ludwig von Württemberg te Backnang.
Hij zong als tenor in de Hofkapelle Stuttgart, in de kerk van het oud kasteel. In 1589 werd hij hofcomponist. Toen de hofdirigent in 1594 stierf, volgde hij hem op. 
Zijn grafsteen ligt in de Hospitalkirche in Stuttgart.

## Oeuvre
- Motectae sacrae, 1575
- Newe Teutsche Lieder zu drey Stimmen, 1576
- Der ander Theyl Newer Teutscher Lieder zu drey Stimmen, 1577
- Newe Teutsche Lieder mit Vier und Fünff Stimmen, 1577
- Sanctissimae virginis Mariae canticum, quod vulgo Magnificat inscribitur, secundum octo vulgares tonos, 1578
- Newe Teutsche Lieder, 1579
- Sacrarum cantionum, liber secundus, 1581
- Iohanni Neudorffero sponso... ac Iustinae Henzin sponsae.. psalmum hunc Davidicum (Beati quorum remissae sunt), 1581
- Newe Teutsche Lieder mit fünff und vier Stimmen, 1581
- Harmoniae miscellae Cantionum Sacrarum, 1583
- Liber Missarum Sex et Quinque Vocum, 1584
- Neue lustige Teutsche Lieder nach Art der Welschen Canzonen, 1586 (2. vermehrte Auflage 1588)
- Septem Psalmi poenitentiales, 1587
- Neue Geistliche und Weltliche Teutsche Lieder mit fünff und vier stimmen, 1589
- Epitaphia, 1593
- Historia der Passion und des Leidens unseres einigen Erlösers und Seligmachers Jesu Christi (Johannes-Passion), 1593
- Deutsche Sprüche von Leben und Tod, zijn belangrijkste werk, postuum uitgegeven in 1606

- Bibliothèque nationale de France: cb13896445b (data)
- Gemeinsame Normdatei: 118890638
- International Standard Name Identifier: 0000 0000 8172 5564
- Library of Congress Control Number: n79077218
- Nationale Bibliotheek van Letland: 000109783
- MusicBrainz: 06742336-137b-4406-a02f-5e42b7e8f3ed
- Nationale Bibliotheek van Tsjechië: xx0021623
- Nationale Bibliotheek van Israël: 987007282711805171
- Nederlandse Thesaurus van Auteursnamen: 08004171X
- Istituto Centrale per il Catalogo Unico: UBOV563329
- LIBRIS: 211994
- SNAC: w6991j15
- Système universitaire de documentation: 158984609
- Trove: 1506453
- Virtual International Authority File: 107534994
- WorldCat: E39PBJxmBBFcCPrVHxFBBKDXh3